# Windham County (Connecticut)
Windham County is een county in de Amerikaanse staat Connecticut.
De county heeft een landoppervlakte van 1.328 km² en telt 109.091 inwoners (volkstelling 2000). De hoofdplaats is Windham.